# Raunchy (Band)
Raunchy ist eine Metalband aus Dänemark, die stilistisch aus Genres wie Alternative Metal, Nu Metal, Metalcore, Industrial Metal und seit dem neusten Album auch Melodic Death Metal schöpft, ihren Stil jedoch selbst mit „Futuristic Hybrid Metal“ betitelt. Seit dem 2008er Album Wasteland Discotheque sind auch erstmals Elemente der Popmusik in den Liedern zu finden.

## Bandgeschichte
1992 wurde die Band von Jesper Tilsted, Jesper Kvist und Morten Toft Hansen in Kopenhagen gegründet. 1994 gab sich die Formation, mittlerweile verstärkt durch Lars Vognstrup für den Gesang und Lars Christensen für die zweite Gitarre, den Namen Raunchy.
2002 erschien ihr Debütalbum Velvet Noise unter Nuclear Blast, das durch brutale Gitarren-Parts geprägt war. Das Album wurde zunächst als Digipack beim Label Mighty Music veröffentlicht, die zweite Veröffentlichung erfolgte inklusive Bonustrack bei Nuclear Blast.
Im Jahre 2003 nahm die Band ihr zweites Album Confusion Bay auf, welches ein Jahr später auf den Markt kam. Noch im selben Jahr verließ Lars Vognstrup die Band und wurde durch Kasper Thomsen ersetzt.
Anfang 2006 kam ihr Album Death Pop Romance in den Verkauf, das wie den zwei Vorgängern der Musik der Band Fear Factory ähnelt. Kurz darauf tourten sie mit Soulfly durch Deutschland. Im November 2006 ging Raunchy mit Hatesphere und Volbeat auf eine Tour mit dem Namen „The Danish Dynamite Tour“. Bei dieser Tour spielten sie auch fünf Konzerte in Deutschland.
Ebenfalls 2006 gewannen Raunchy bei den Danish Metal Awards die Preise in den Kategorien „Produktion des Jahres“ und „Artwork des Jahres“.
2007 erschien ein Re-Release vom ersten Album Raunchys unter dem Namen Velvet Noise Extended beim Label Mighty Music.
Ein Jahr später erschien Wasteland Discotheque, das nicht mehr so viel der Musik von Fear Factory ähnelte, sondern seine Einflüsse durch Keyboard und Synthesizer schöpfte. Zudem bewegten sich Songs wie Somebody’s Watching Me nicht mehr auf Metal-, sondern auf Popmusik-Ebene.
Das neue Album A Discord Electric erschien am 20. September in Dänemark und am 8. Oktober 2010 in Deutschland, Österreich und der Schweiz und wurde wie bereits der Vorgänger unter Lifeforce Records veröffentlicht. Bereits wie der Vorgänger, war die Musik des Albums sehr Pop-lastig und stark vom Keyboard beeinflusst.
Am 14. März 2013 gab Kasper Thomsen auf der offiziellen Website der Band bekannt, dass er nicht mehr Teil dieser ist. Wenig später wurde Mike Semesky als neuer Sänger der Band der Öffentlichkeit vorgestellt. Im Dezember 2013 wechselten Raunchy das Label und unterzeichneten einen Vertrag bei Massacre Records. In derselben Pressemeldung kündigte die Band ebenfalls ein neues Album an, welches 2014 erscheinen soll.

## Diskografie

### Alben
- 2002: Velvet Noise (Mighty Music / Nuclear Blast)
- 2004: Confusion Bay (Nuclear Blast)
- 2006: Death Pop Romance (Lifeforce Records)
- 2007: Velvet Noise Extended (Mighty Music)
- 2008: Wasteland Discotheque (Lifeforce Records)
- 2010: A Discord Electric (Lifeforce Records)
- 2014: Vices Virtues Visions (Massacre Records)

### Musikvideos
- 2004: Watch out
- 2008: Phantoms (Live-Auftritt)
- 2009: Warriors
- 2013: Nght Prty